# Kasteel van Belhade
Het Kasteel van Belhade of Kasteel van Rochefort-Lavie (Frans: Château de Rochefort-Lavie) is een kasteel in de Franse gemeente Belhade.